# Onosandrus splendens
Onosandrus splendens är en insektsart som beskrevs av Sjöstedt 1913. Onosandrus splendens ingår i släktet Onosandrus och familjen Anostostomatidae. Inga underarter finns listade i Catalogue of Life.